# Keystudio
A Keystudio egy válogatáslemez, a Yes hasonló kiadványai közül a negyedik. A Keys to Ascension és a Keys to Ascension 2 stúdiószámait tartalmazza. Érdekesség, hogy a Children of the Light egy új bevezetéssel szerepel, mely a Keys to Ascension 2-n még nem volt rajta.

## Számok listája
1. Foot Prints – 9:07
2. Be the One – 9:50
  1. The One
  2. Humankind
  3. Skates
3. Mind Drive – 18:37
4. Bring Me to the Power – 7:23
5. Sign Language – 3:28
6. That, That Is – 19:15
  1. Togetherness
  2. Crossfire
  3. The Giving
  4. That Is
  5. All in All
  6. How Did Heaven
  7. Agree to Agree
7. Children of the Light – 6:03
  1. Lightning
  2. Children of Light
  3. Lifeline

## Közreműködő zenészek
- Jon Anderson – ének
- Chris Squire – basszusgitár
- Steve Howe – gitár
- Alan White – dob
- Rick Wakeman – billentyűs hangszerek